# An-Ki

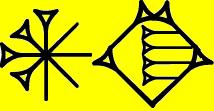
Segno cuneiforme per An-Ki.

Nella mitologia sumera, il termine An-Ki è formato dai nomi di "An" che significa "cielo", e "Ki" che significa "terra". Esso indica l'insieme degli opposti, l'universo ancora informe, composto dai nomi dei due dèi An e Ki (potenze divine rispettivamente del Cielo e della Terra).
L'atto della creazione consiste nella separazione del Cielo (An) dalla Terra (Ki)
ki an-ta ba-da-sur-ra-a-ba»
(Gilgameš, Enkidu e gli Inferi (versione di Nibru/Nippur in sumerico: ud re-a ud su3-ra2 re-a; lett. In quei giorni, in quei giorni lontani) 1-20. Traduzione di Giovanni Pettinato, in La Saga di Gilgameš, p. 362-363.)
Separazione che in un testo sumerico datato all'inizio del II millennio a.C. vien attribuita a un atto del dio Enlil:
(Il poema della zappa, 1-6. Traduzione di S. N. Kramer, p. 541)
ĝi6 re-a ĝi6 ba9-ra2 re-a

mu re-a mu su3-ra2 re-a

ud ul niĝ2-du7-e pa e3-a-ba

ud ul niĝ2-du7-e mi2 zid dug4-ga-a-ba

eš3 kalam-ma-ka ninda šu2-a-ba

imšu-rin-na kalam-ma-ka niĝ2-tab ak-a-ba

an ki-ta ba-da-ba9-ra2-a-ba

ki an-ta ba-da-sur-ra-a-ba

mu nam-lu2-u18-lu ba-an-ĝar-ra-a-ba

ud an-ne2 an ba-an-de6-a-ba

den-lil2-le ki ba-an-de6-a-ba

dereš-ki-gal-la-ra kur-ra saĝ rig7-bi-še3 im-ma-ab-rig7-a-ba

ba-u5-a-ba ba-u5-a-ba

a-a kur-še3 ba-u5-a-ba

den-ki kur-še3 ba-u5-a-ba

lugal-ra tur-tur ba-an-da-ri

den-ki-ra gal-gal ba-an-da-ri

tur-tur-bi na4 šu-kam

gal-gal-bi na4 gi gu4-ud-da-kam»
in quelle notti, in quelle notti lontane,

in quegli anni, in quegli anni lontani,

nei tempi antichi, quando ogni cosa venne alla luce;

nei tempi antichi, quando ogni cosa "utile" fu procurata;

quando nel tempio del Paese, pane fu gustato;

quando il forno del Paese venne acceso;

quando il cielo fu separato dalla terra;

quando la terra fu separata dal cielo;

quando l'umanità fu creata.
 
quando An prese per sé il cielo
 
quando Enlil prese per sé la Terra
 
e a Ereškigal, in dono, furono dati gli Inferi;
 
quando egli salpò, quando egli salpò con la nave;
 
quando il padre salpò per il Kur,

quando Enki salpò per il Kur

allora contro il re le piccole pietre si abbattono

contro Enki le grandi pietre si abbattono,

- le piccole pietre sono le pietre della mano,

le grandi pietre sono le pietre che fanno danzare le canne-»
(Gilgameš, Enkidu e gli Inferi (versione di Nibru/Nippur in sumerico: ud re-a ud su3-ra2 re-a; lett. In quei giorni, in quei giorni lontani) 1-20. Traduzione di Giovanni Pettinato, in La Saga di Gilgameš, p. 362-363.)
Questi testi sumerici risalgono a partire dal XX secolo a.C. (Ur III), anticipando quindi di circa quindici secoli il testo ebraico del Bereshit (בראשית, "Principio", in italiano anche "Genesi") contenuto nella Bibbia, il quale reciterebbe: 
(Bereshìt, 1,1)
Secondo gli studiosi infatti,, il termine ebraico ברא (bara) andrebbe reso, in questo contesto, come "separare" piuttosto che "creare".
Il primo a concepire la "creazione" dal "nulla" (creatio ex nihilo) sarebbe stato infatti l'apologeta cristiano del II secolo Taziano (probabilmente con una lettura radicale del testo conosciuto in greco dei  Maccabei II, 7,28) e tale intervento lo si riscontra nel suo Discorso ai Greci (V,3).
Più chiaro Teofilo nel II libro Ad Autolico. Gli altri autori cristiani del periodo, compreso Giustino (Apologia I, 10) e Atenagora (Supplica, 19, 1, 4), consideravano ancora la materia informe coesistente a Dio. Successivamente, a partire da Maimonide, anche l'ebraismo iniziò a rendere il lemma ברא come "creare" anziché "separare", seguito in questo anche dall'islām che ne fece un punto dell'ʿilm al-kalām.